# Havas József (jogász)
Havas József (Valaszka, Zólyom vármegye, 1796. január 20. – Budapest, 1878. február 10.) jogi doktor, királyi udvari tanácsos és egyetemi tanár.

## Élete
Havas János és Fodor Julianna fia. Tanulmányait Besztercebányán kezdte és a bölcseletet Pesten végezte; azután kispap lett és a bécsi Pázmáneumba küldték, de nemsokára elhagyta a papi pályát. A Pesti Egyetemen 1819-ben jogi doktori és 1820-ban ügyvédi oklevelet nyert. 1821-ben a pesti egyetemen a természetjog tanárának nevezték ki; 1823-tól 1827-ig a római és úrbéri jogot adta elő. 1824-ben Pest városának második és 1826-ban rendes ügyészének, később főjegyzőjének választották; 1829-ben tiszteletbeli, majd rendes tanácsos lett (ekkor a tanárságot elhagyta). Az egyetem jogi karában 1827-ben és a következő három évben dékán volt. Később Pest város főbírája és országgyűlési követe lett. Innét a magyar királyi helytartósághoz került, ahol helytartósági tanácsos és a tanulmányi osztály főnöke volt. Kőbányai birtokán jeles szőlőművelést, méhészetet és selymészetet űzött; ugyanitt kitűnő tehenészete is volt. A Magyar Gazdasági Egyesületben az értekezések sorát a méhtenyésztésről 1843-ban ő kezdte meg. 1845. június 5-én ugyanott a kertészeti szakosztály elnökévé választották és ezen választást 1848-ban ismét megújították. Közreműködött Széchenyi István gróffal a pesti Nemzeti Casino fejlesztésén és annak egy ízben igazgatója is volt. Részt vett Fähr Vilmos svájci gépészmérnökkel a pesti hengermalom alakításában; kiváló tevékenységet fejtett ki a Pesti Cukorfinomító Gyár körül, melynek bukása vagyonában is mintegy 80 000 forintnyi kárt okozott. Részese volt a pesti gépgyárnak, melyből azután a fegyvergyár alakult. Közreműködésével alakult a pesti magyar kereskedelmi bank is, melynek 1843. június 8-án igazgató tagjává, 1852-ben pedig igazgatósági elnökévé választották. 1848-ban Széchenyi István gróf minisztériumában osztályfőnök volt. 1849 januárjában Windischgrätz herceg tábornagy Budapestnek és a világosi fegyverletétel után ő felségétől a budai kerület királyi biztosának nevezte ki. 1854-ben a szőlőművelés, borászat és selyemtenyésztés érdekében beutazta Német-, Francia- és Olaszországot. Ez utazásának gyakorlati eredménye a Sashegyen telepített szép szőlő volt; kőbányai birtokán pedig konyakgyárat állított fel. 1857-ben a Magyar Gazdasági Egyesület újra alakulásával, november 16-án választmányi tagjává, 1858. február 8-án a szőlőművelési, borkezelési és technológiai, 1868-ban pedig a kertészeti szakosztályának elnökévé választották. Az 1860-as években mint igazgatósági tag a salgótarjáni kőszénbányatársulat, a losonci vasúttársaság és az országos iparegyesület megalakításában vett tevékeny részt. Az országos magyar gazdasági egyesületben nevét egy általa tett alapítvány örökítette meg.

## Újságírói munkássága
Cikkei a Tudományos Gyűjteményben (1831. II. Gondolatok a bűntörvény okfejéről és annak gyakorlati hasznáról), a Magyar Gazdában (1842. Fák ültetése), a Gazdasági Lapokban (1850. Bortermesztésünk közel jövője, 1851. Mit tehet a kormány a magyarországi bortermelés előmozdítására, a státus-gazdaság igényeinek megfelelőleg, 1852. A magyar bortermelés ügyében, Levelek Bécsből, Selyemtenyésztés ügyében, 1853. Borcsarnok ügyében, Bortermesztés a Hegyalján, 1854. Czukorrépa-termelés, Egy levél a hegyaljai bortermelés ügyében, Eszközlései a pesti Kőbányában. 1856. Érmellék, 1857. Borok a bécsi kiállításon, A szüret és újbor körüli eljárásom, 1858-59. A hegyaljai borügy, Mit kell az elsatnyúlt szőlővel tenni? 1860. Közteleki selyemfonoda és gubóbeváltás árai, A baranyai szőlőhegyek), a Pesti Naplóban (1857. 199-201., 203., 205., 206. sz. Szüret és új-bor körüli eljárásom) sat. A szent István-társulati Egyetemes Magyar Encyclopaediának is munkatársa volt.

## Munkái
- Sermo de recto usu temporis, quem ad senatum populumque academicum regiae scient. universitatis Hung., dum V. Idus Nov. 1828. anni schol. initium faceret, praelusionis instar prolocutus est. Budae.
- Im allerhöchsten Auftrage Sr. Majestät des Kaisers und Königs Franz Joseph des I. Pest, 1849. (Proclamatio, melyben tudtul adja kir. biztossá történt kineveztetését, ívrét egy lap.)
- Utazás Német-, Franczia- és Olaszország nevezetesebb vidékein. Pest, 1855. (Ism. M. Sajtó 1856. 52. sz.)

### Kéziratban
Dissertatio inaug. juridica de eo: quantum circa irrogandas delictis poenas arbitrio judicis criminum a legislatore deferri expediat? Pestini (1819.) a Magyar Nemzeti Múzeumban 4rét 23 lap.